# Marion Hood
Marion Hood (Liverpool (Merseyside), 1 d'abril, 1854 - Thanet (comtat de Kent), 14 d'agost, 1912) va ser una soprano anglesa que va actuar a l'òpera i al teatre musical durant les últimes dècades del segle XIX. Potser és més recordada per haver creat el paper de Mabel a The Pirates of Penzance de Gilbert i Sullivan a Londres.

## Joventut i carrera
Va néixer Sarah Ann Isaac. Hood era una intèrpret de music hall quan era una infant als 11 anys sota el nom de Marion Isaac. Es va casar amb un senyor Hunt de l'Alhambra Palace Music Hall de Kingston upon Hull. El 1876, s'havia traslladat a Londres per estudiar cant a la Royal Academy of Music. El seu marit havia mort el 1880.

El 1880 va fer el seu debut a Londres a l'Opera Comique, unint-se a la "D'Oyly Carte Opera Company" i creant el paper de Mabel per a la producció londinenca de The Pirates of Penzance. Segons la seva col·lega Rutland Barrington, Hood era 
| « | "una imatge perfecta per mirar i igualment agradable d'escoltar... alta, esvelta i graciosa, una típica noia anglesa amb una gran quantitat de cabells clars, que crec que era pròpia. El seu cant de la cançó de vals, Poor Wandering One, va ser una de les característiques del primer acte [de Pirates]." | » |

 El New York Times va escriure que tenia "una veu de soprano d'una flexibilitat i un poder excepcionals."
Després d'aquest compromís, Hood va abandonar la companyia i es va casar amb el seu segon marit, el Sr. Hesseltine, prenent una breu pausa de l'actuació fins a l'agost de 1881, quan va aparèixer com a Constance a la primera producció de Claude Duval dels compositors Henry i Edward Solomon Stephens al Teatre Olímpic, amb tenor George Power que havia estat la seva parella com a Frederic a The Pirates. Després va cantar a l'"Alhambra Theatre" i "Avenue Theatre", actuant a Golden Ring de Frederic Clay i The Beggar Student de Karl Millöcker. Després d'això, va recórrer les províncies britàniques en una gran òpera, apareixent com a Marguerite a Faust, en el qual va aparèixer després al Crystal Palace.

## Anys posteriors
Hood va aparèixer després a Billee Taylor al Gaiety Theatre el 1885 i Little Jack Sheppard el 1885–86. Després va crear el paper principal en l'èxit de B. C. Stephenson i Alfred Cellier, Dorothy, començant el 1886, interpretant a l'espectacle per a un total de 350 actuacions, interrompuda per la seva malaltia; va ser substituïda al repartiment per Marie Tempest, però va tornar al paper el 1887. Mentrestant, i després, va tornar al Gaiety per protagonitzar burlesques com Monte Cristo Jr. (1886), Miss Esmeralda (1887), Frankenstein o The Vampire's Victim (1887–88) i Ruy Blas and the Blasé Roué. (1889). Va fer una gira per Amèrica en dues ocasions amb les companyies Gaiety durant el període 1888–90).

El 1891, Hood va tornar a Londres amb un burlesc de Joana d'Arc, o la Merry Maid of Orleans (d'Adrian Ross i J. L. Shine). Un crític va escriure: 
| « | "La senyoreta Marion Hood fa una Joana d'Arc atractiva, canta els aires que li han assignat per guanyar-se molts aplaudiments, i només falla quan la pronunciació de certs discursos declamatoris sobrecarrega la força de la seva veu". | » |

També va fer una gira a Austràlia el 1892 a Carmen up to Data entre altres coses. Va interpretar com a membre del públic a Trial by Jury a benefici de Nellie Farren el 1898; aquesta podria haver estat la seva última aparició a l'escenari de Londres.

Segons l'historiador Michael Walters, Hood 
| « | "va tenir una vida amargament infeliç, tot i que això mai es va reflectir en les seves actuacions escèniques". | » |

Va morir a Thanet, Kent, als 58 anys.